# Улица Лермонтова (Королёв)
Улица Ле́рмонтова —  улица в центральной части города Королёв. Застроена в основном частными жилыми домами. Начиная с 2010 года на территории, принадлежащей ОАО «РКК „Энергия“», ведётся строительство нового микрорайона.

## Трасса
Улица Лермонтова начинается от Пионерской улицы и заканчивается на улице Жуковского.

## Транспорт
- 17 (ул. Лермонтова — ст. Подлипки)

## Организации
- дом 1: Фирма «Спецэлектромонтаж-86», Компания «Лесса», Полиграфическая фирма «Авеню Принт»
- дом 1: Строительная фирма «Север-1», ЦПМПО, Строительная компания «Профремстрой-2»
- дом 10б: Торговая компания «Партнёр»
- дом 10г: Объект «Водоканала» г. Королёв
- дом 18/31: Пожарный гидрант № 0244 (K150, L24)
- дом 32: Дом А. Я. Вейнрауба, 1912 г.
- дом 33: Пожарный гидрант № 0131 (K100, L39)
- дом 33: Автомастерская «БиК АВТО», Магазин автозапчастей «БиК Автозапчасти», Эвакуатор «БиК Эвакуатор»